# Silvio Schirrmeister
Silvio Schirrmeister (ur. 7 grudnia 1988 w Neubrandenburgu) – niemiecki lekkoatleta specjalizujący się w biegach płotkarskich i sprinterskich, olimpijczyk (2012).
Największy sukces w karierze odniósł w 2007 r. w Hengelo, zdobywając na mistrzostwach Europy juniorów złoty medal w biegu na 400 metrów przez płotki (uzyskany czas: 50,60). W 2009 r. zajął 5. miejsce w biegu na 400 m ppł podczas młodzieżowych mistrzostw Europy w Kownie (uzyskany czas: 50,25). W 2012 r. uczestniczył w letnich igrzyskach w Londynie – w eliminacjach zajął 5. miejsce w biegu na 400 m ppł (uzyskany czas: 50,21) i nie awansował do półfinału. W 2013 r. reprezentował Niemcy na rozegranych w Gateshead drużynowych mistrzostwach Europy (superliga), zwyciężając w biegu na 400 m ppł (uzyskany czas: 49,15; drużyna Niemiec zajęła w zawodach 2. miejsce). W kolejnej edycji superligi (Brunszwik 2014) w tej samej konkurencji zajął 2. miejsce (uzyskany czas: 49,80; drużyna Niemiec zwyciężyła w klasyfikacji generalnej).
W lekkoatletycznych mistrzostwach Niemiec zdobył medal złoty (2013) i srebrny (2010) w biegu na 400 m ppł, jak również 2 srebrne medale w sztafecie 4 × 400 metrów – na otwartym stadionie (2009) oraz w hali (2010).
Rekordy życiowe:
- stadion

- bieg na 400 m – 47,10 (30 maja 2009, Zeven)
- bieg na 400 m ppł – 49,15 (22 czerwca 2013, Gateshead)

- hala

- bieg na 400 m – 47,53 (21 lutego 2009, Lipsk)